# La notte della cometa
La notte della cometa (Night of the Comet) è un film del 1984 di genere fantascientifico/horror diretto da Thom Eberhardt.

## Trama
La Terra viene attraversata dalla coda di una cometa, che stermina ogni forma di vita con l'eccezione di chi si trovava completamente circondato da metallo al momento dell'attraversamento, come accade ai tre protagonisti. Le persone o gli animali esposti si disidratano rapidamente e si trasformano in una polvere rossa. Quelli esposti solo parzialmente degenerano gradualmente, trasformandosi in zombie carnivori per ore o per giorni interi prima di soccombere. Tra i pochi sopravvissuti ci sono due sorelle, Regina e Samantha Belmont ("Reggie" e "Sam"), addestrate dal padre, un ufficiale dell'esercito, alle tecniche dell'autodifesa e delle armi da fuoco. Dopo aver compreso quanto era accaduto, le due sorelle ascoltano un deejay alla radio e raggiungono la stazione, solo per scoprire che si trattava di una registrazione. Lì però incontrano un altro sopravvissuto, il camionista Hector Gomez.
Quando Sam parla alla radio, attira l'attenzione di alcuni ricercatori che avevano sospettato gli effetti della cometa e si erano preparati ai suoi effetti chiudendosi in un bunker governativo sotterraneo. Non avevano però completamente isolato il bunker e, rimasti parzialmente esposti alla cometa, per potersi salvare cacciano i sopravvissuti con l'intento di rallentare con il loro sangue la misteriosa malattia, mentre cercano di creare un antidoto. Hector lascia il gruppo per cercare se ci sono stati sopravvissuti nella sua famiglia. Le ragazze vengono fatte prigioniere da alcuni non morti e "salvate" appena in tempo dalle persone del bunker. Reggie viene condotta al loro covo. La scienziata Audrey White, morente e disillusa, mente ai propri colleghi dicendo che Sam è stata esposta alla cometa e la addormenta fingendo di ucciderla con una iniezione letale.
Quando Hector ritorna, Audrey dà loro le informazioni che gli servono per poter elaborare un piano e liberare Reggie insieme ad altri due sopravvissuti, un ragazzo e una ragazza, tenuti prigionieri con lei. Alcuni ricercatori vengono uccisi durante la fuga, mentre i restanti soccombono alla malattia. Alla fine la pioggia lava via la polvere rossa, lasciando il mondo in uno stato primigenio. Il gruppo diventa una famiglia, con l'eccezione di Sam che si sente tagliata fuori. Quando ignora gli avvertimenti di Reggie e attraversa la strada, viene quasi investita da un'auto guidata da Danny Mason Kenner, un ragazzo della sua stessa età. Dopo averle chiesto scusa, lui la invita a salire per un giro.